# Tavares (gruppo musicale)
I Tavares, anche noti come The Tavares Brothers, sono un gruppo musicale pop/R&B composto da cinque fratelli statunitensi di origine capoverdiana.

## Storia
Il gruppo ha avuto il momento di maggior successo negli anni settanta, a cavallo del movimento disco caratteristico di quegli anni.
Hanno fatto parte della colonna sonora del film La febbre del sabato sera con la canzone More Than a Woman composta dai Bee Gees; hanno inoltre partecipato alla colonna sonora della serie televisiva Charlie's Angels con la canzone Heaven Must Be Missing an Angel (1976).

## Formazione
- Ralph (Ralph Vieira Tavares, 10 dicembre 1942 - 8 dicembre 2021)
- Pooch (Arthur Paul Tavares, 12 novembre 1943 - 15 aprile 2024)[1]
- Chubby (Antone Lee Tavares, 2 giugno 1945)
- Butch (Feliciano Tavares Jr., 18 maggio 1947)
- Tiny (Perry Lee Tavares, 24 ottobre 1949)

## Discografia parziale
- Check It Out (1974)
- Hard Core Poetry (1974)
- In the City (1975)
- Sky High! (1976)
- The Best of Tavares (1977, raccolta)
- Love Storm (1977)
- Future Bound (1978)
- Madam Butterfly (1979)
- Supercharged (1980)
- Love Uprising (1980)
- Loveline (1981)
- New Directions (1981)
- Words and Music (1983)